# Ahmed al III-lea
Ahmed al III-lea (n. 30 decembrie 1673, Dobrici, Imperiul Otoman – d. 1 iulie 1736, Constantinopol, Imperiul Otoman) a fost sultan otoman între anii 1703 - 1730. În timpul său, armata turcă a învins la Stănilești, pe Prut (1711) armata țarului Petru I și a lui Dimitrie Cantemir. Pierzând războiul cu Austria a încheiat Pacea de la Passarowitz (1718), prin care Austria anexa Banatul și Oltenia (Oltenia având să revină Țării Românești la 1739). În 1730 este detronat de ieniceri.
Sub domnia sa a avut loc mazilirea și execuția lui Constantin Brâncoveanu (a fiilor săi și a sfetnicului său de încredere Ianache Văcărescu), la care sultanul a asistat în persoană.

## Vezi și
- Bătălia de la Stănilești

| | Sultani ai Imperiului Otoman |                        |                   |                       |                   |                   |
| Ascensiunea (1299 – 1453) Osman I Orhan Gazi Murad I Hudavendighiar Baiazid I Ildârâm Mehmed I Celebi Murad al II-lea Mahomed al II-lea Propășirea (1453 – 1683) Baiazid al II-lea Selim I Soliman I Selim al II-lea Murad al III-lea Mehmed al III-lea Ahmed I Mustafa I Osman al II-lea Murad al IV-lea Stagnarea (1683 – 1827) Ibrahim I Mehmed al IV-lea Suleiman al II-lea Ahmed al II-lea Mustafa al II-lea Ahmed al III-lea Mahmud I Osman al III-lea Mustafa al III-lea Abdul Hamid I Selim al III-lea Mustafa al IV-lea Mahmud al II-lea Declinul (1828 – 1908) Abdul-Medjid Abdul-Aziz Murad al V-lea Abdul-Hamid al II-lea Mehmed al V-lea Destrămarea (1908 – 1923) Mehmed al VI-lea |                              |                        |                   |                       |                   |                   |
| Ascensiunea (1299 – 1453) |                              |                        |                   |                       |                   |                   |
| Osman I | Orhan Gazi                   | Murad I Hudavendighiar | Baiazid I Ildârâm | Mehmed I Celebi       | Murad al II-lea   | Mahomed al II-lea |
| Propășirea (1453 – 1683) |                              |                        |                   |                       |                   |                   |
| Baiazid al II-lea | Selim I                      | Soliman I              | Selim al II-lea   | Murad al III-lea      | Mehmed al III-lea | Ahmed I           |
| |                              | Mustafa I              | Osman al II-lea   | Murad al IV-lea       |                   |                   |
| Stagnarea (1683 – 1827) |                              |                        |                   |                       |                   |                   |
| Ibrahim I | Mehmed al IV-lea             | Suleiman al II-lea     | Ahmed al II-lea   | Mustafa al II-lea     | Ahmed al III-lea  | Mahmud I          |
| Osman al III-lea | Mustafa al III-lea           | Abdul Hamid I          | Selim al III-lea  | Mustafa al IV-lea     | Mahmud al II-lea  |                   |
| Declinul (1828 – 1908) |                              |                        |                   |                       |                   |                   |
| | Abdul-Medjid                 | Abdul-Aziz             | Murad al V-lea    | Abdul-Hamid al II-lea | Mehmed al V-lea   |                   |
| Destrămarea (1908 – 1923) |                              |                        |                   |                       |                   |                   |
| |                              |                        | Mehmed al VI-lea  |                       |                   |                   |